# Dialeurolonga mauritiensis
Dialeurolonga mauritiensis es un hemíptero de la familia Aleyrodidae, con una subfamilia: Aleyrodinae.
Fue descrita científicamente por primera vez por Takahashi en 1938.